# Mari Holden
Mari Holden (Milwaukee, Wisconsin, 30 de març de 1971) va ser una ciclista nord-americana especialista en les proves contrarellotge. Campiona del món i nacional de l'especialitat, també ha aconseguit la medalla de plata als Jocs Olímpics de Sydney.

## Palmarès
- 1994
  - Vencedora d'una etapa al Bisbee Tour
- 1995
  -  Campiona dels Estats Units en contrarellotge
  - Vencedora d'una etapa a la Women's Challenge
- 1996
  -  Campiona dels Estats Units en contrarellotge
  - Vencedora de 2 etapes al Ronde van Bohemen
- 1998
  -  Campiona dels Estats Units en contrarellotge
  - 1a a la Redlands Classic
  - Vencedora d'una etapa a la Volta a Mallorca
- 1999
  -  Campiona dels Estats Units en ruta
  -  Campiona dels Estats Units en contrarellotge
  - Vencedora d'una etapa a la Women's Challenge
  - Vencedora d'una etapa al Tour de Snowy
- 2000
  -  Medalla de plata als Jocs Olímpics de Sydney en Contrarellotge individual
  -  Campiona del món en contrarellotge
  -  Campiona dels Estats Units en contrarellotge
  - 1a al Tour de Gila
  - 1a al Tour of Willamette i vencedora de 2 etapes
- 2004
  - Vencedora d'una etapa a la Valley of the Sun Stage Race
  - Vencedora d'una etapa al Tour de Gila
- 2006
  - Vencedora d'una etapa al Bisbee Tour